# C.A. Kjær
Christian Albert Kjær (født 17. august 1825 i København, død 30. december 1877 i Næstved) var en dansk jurist og politiker. Han var medlem af Folketinget i 1866 og medlem af Landstinget fra 1870 til 1877. Han var også borgmester i Ribe fra 1868 til 1876 og borgmester i Næstved 1876-1877.
C.A. Kjær var søn af fuldmægtig N.J. Kjær som senere blev revisionschef. Han blev student fra Sorø Akademi i 1845 og juridisk kandidat i 1850, juridisk slesvigsk kandidat fra Københavns Universitet i 1853. Han blev i 1853 ansat som herredsfoged i Tønder og Højer Herreder, men afskediget i 1864. I 1868 blev han udnævnt til borgmester, byfoged samt by- og rådstueskriver i Ribe. Han fik de samme embeder i Næstved i 1876 foruden at blive herredsfoged og skriver i Tybjerg Herred.
Politisk tilhørte Kjær Højre. Han var medlem af Rigsrådets Landsting fra 1864 til 1866. I april 1866 blev han valgt ved kåring i den efter krigen nyoprettede Vonsildkreds. Han genopstillede ikke ved folketingsvalget kun to måneder senere i juni 1866. Kjær blev valgt til Landstinget i 11. Landstingskreds i 1870.
Han døde 52 år gammel som landstingsmedlem i 1877. Hans plads i Landstinget blev overtaget af Anders Jensen Clausager
Kjær blev udnævnt til ridder af Dannebrog i 1860. Han var blevet udnævnt til kancelliråd i 1856, men frasagde sig den titel i 1871. Han skrev bogen Kortfattet Udsigt over Forandringerne i slesvigske Retstilstande og Forhold 1864-67 fra 1868.